# People Are Strange
People Are Strange песма је америчке рок групе Дорс. У септембру 1967. објавила га је дискографска кућа -{Elektra Records}-. Први пут се појављује на њиховом албуму Strange Days. Заузела је 12. место Билбордове листе Hot 100 и појавила се међу првих 10 на листи часописа Cash Box. Текст песме написали су Џим Морисон и Роби Кригер, мада су заслуге за писање подједнако приписане свим члановима групе. 

## Развој
Песма је настала почетком 1967. након што су се гитариста Роби Кригер и певач Џим Морисон прошетали до врха кањона Лорел у Лос Анђелесу. Бубњар групе, Џон Денсмор, присетио се процеса писања песме у својој књизи Riders on the Storm. Њега и гитаристу Робија Кригера, који су тада били цимери, посетио је Џим Морисон, који се понашао „веома депресивно”. Кригер је предложио да прошетају дуж кањона Лорел. Морисон је по повратку из шетње био „еуфоричан” и имао је рану верзију стихова песме People Are Strange. Кригера су заинтригирали стихови и био је уверен да ће песма бити хит чим је чуо Морисонову вокалну изведбу.
[Морисон је рекао:] „Да, имам добар предосећај у вези ове [песме]. Изненада ми је синула ... из ведра неба — док сам горе седео на гребену и посматрао град.” Очи су му дивљале од узбуђења. „Нашкрабао сам је што сам пре могао. Било је сјајно поново писати [песме].” Погледао је згужвани папир и отпевао рефрен својим незаборавним, за блуз створеним, гласом.— Џон Денсмор

## Опис
Према рецензији сајта Allmusic, песма „осликава фасцинацију групе позоришном музиком европског кабареа”. Песма говори о отуђености и о томе како је бити аутсајдер. Могуће је да ју је Морисон посветио хипицима, аутсајдерима уопштено или зависницима од разних дрога попут ЛСД-а, а можда и свим наведеним. Бубњар Џон Денсмор сматра да је песма исказ Морисонове „рањивости”.

## Листе
| Листа (1967) | Најбоља позиција |
| ------------ | ---------------- |
| [ 2 ]        | 12.              |
|              | 10.              |

## Особље
Музичари
- Џим Морисон — вокали
- Реј Манзарек — , пратећи вокали, клавир
- Роби Кригер — гитара, пратећи вокали
- Џон Денсмор — бубњеви, пратећи вокали
- Даглас Лубан — бас-гитара

Продукцијски тим
- Пол А. Ротчајлд — продукција, пратећи вокали
- Брус Ботник — инжењеринг, пратећи вокали